# Молдова (футбольний клуб, Боросеній-Ной)
«Молдова» (рум. Moldova Boroşeni) — нині неіснуючий молдавський футбольний клуб із села Нові Боросени. Клуб був заснований у 1991 рік, провів три сезони в Національному дивізіоні чемпіонату Молдови. У сезоні Чемпіонат Молдови з футболу 1992/1993 | 1992/93 «Молдові» вдалося здобути бронзові медалі першості країни. У 1994 ріку клуб припинив своє існування.

## Досягнення
- Третє місце в Чемпіонаті Молдови (1): 1992/ 93